# Верхняя Солянка (деревня)
Ве́рхняя Соля́нка — деревня в Кишертском районе Пермского края. Входит в Андреевское сельское поселение

## География
Деревня Верхняя Солянка расположена на берегу реки Солянка, находится в 12 километрах от административного центра села Андреево, в 14 от районного центра села Усть-Кишерть.

## История
До 2006 года являлась административным центром и единственным населённым пунктом Верхне-Солянского сельского совета, ныне входит в состав Андреевского сельского поселения.
Верхне-Солянский сельский Совет народных депутатов Кишертского района был образован в 1991 году на основании решения Андреевского сельского Совета народных депутатов — в связи с неоднократными обращениями жителей деревни в районный Совет с просьбами об образовании сельского Совета, учитывая отдаленность деревни (Верхняя Солянка от центра Совета д. Андреево находится в 12 км), национального состава жителей деревни — преимущественно татары.
На бюджете Совета состояли неполная средняя школа, клуб, фельдшерско-акушерский пункт, библиотека, детский сад.
С 1 января 2006 года территория Верхне-Солянского сельсовета вошла в состав муниципального образования «Андреевское сельское поселение» с административным центром в селе Андреево,
администрация сельсовета ликвидирована как юридическое лицо 14 апреля 2006 года.

## Население
| 2000 | 2004 | 2008 | 2010 | 2011 | 2012 | 2013 |
| ---- | ---- | ---- | ---- | ---- | ---- | ---- |
| 372  | ↘362 | ↗370 | ↘313 | ↘312 | ↗368 | ↗384 |
| 2014 | 2015 | 2016 |      |      |      |      |
| →384 | ↘379 | ↗384 |      |      |      |      |

Национальный состав
Деревню заселяют татары.

## Улицы
В деревне 6 улиц:
- Зелёная улица
- Заречная улица
- Новая улица
- Лесная улица
- Центральная улица
- Школьная улица

## Инфраструктура
В деревне есть школа-детский сад, магазин ПО «Стрелец» и сеть частных магазинов. Согласно расписанию ходит автобус маршрутов 104 «Петрята-Кишерть» и 106 «Петрята-Шумково».